# マルクス主義統一労働者党
マルクス主義統一労働者党（スペイン語: Partido Obrero de Unificación Marxista、カタルーニャ語: Partit Obrer d'Unificació Marxista、略称: POUM）とは、かつてスペインに存在した共産主義政党。第二共和国期に結成され、特にスペイン内戦中の活動が有名である。イギリスの作家ジョージ・オーウェルが、民兵として参加し『カタロニア讃歌』を著したことでも知られている。

## 結成
1935年、POUMはソヴィエト連邦を頂点としたスターリン主義的な共産主義に対抗することを目的に、アンドレウ・ニンとホアキン・マウリンの二人によって結成された。スターリン主義に対抗する姿勢をとっていたのは、左翼反対派のスペイン共産主義左翼と右翼反対派の労働者・農民ブロックが合同することでPOUMが結成されたという経緯があったからである。ニンはレフ・トロツキーに強く影響を受けており、トロツキーの唱えた永続革命論にも賛同していた。

## 党勢
POUMの勢力は全国的に、特にカタルーニャとヴァレンシアで拡大し、スペイン共産党（カタルーニャでは共産党の下部組織であるカタルーニャ統一社会党が活動）の党勢を追い抜くまでに成長した。POUMは反スターリン主義の立場から、人民戦線の政策については厳しく批判していたが、あくまで人民戦線には参加の方針を固持した。POUMは人民戦線内閣に参入することで自分たちの政策を実行しようと試みたが、政策はことごとく人民戦線内の中道派により妨害された。
イギリスの作家ジョージ・オーウェルは、POUMの党員数を1936年12月に約7万人、1937年6月に約4万人であると記述しているが、オーウェル自身もこの記述がPOUMの資料からわかっていることであるとして信憑性に対して注意をしている。

## 対立
反スターリン主義というPOUMの独特な姿勢は、コミンテルンに従順な姿勢をつらぬくスペイン共産党と頻繁に衝突した。それに加えて、共産党員によるPOUMへのトロツキズム批判や第五列疑惑は、支持者同士の対立や闘争へと発展するようになった。それが特に顕著に表れたのが、1937年に発生したバルセロナ・メーデーである。
全国労働連盟（略称: CNT）もスペイン人民戦線に参加していた団体であった。CNTの組合員の大多数はPOUMに好意的な姿勢を見せていたが、CNTの中にはPOUMに対して好感を抱いていない者もいた。フアン・ガルシア・オリヴィエラや「ドルッティの友」がその代表であった。彼らは最終的に穏健派のCNT指導者によりPOUMとの和解を迫られることになった。
POUM内においても対立が発生した。グランディーソ・ムニス率いるPOUM左派はPOUMから分離し、トロツキズムを支持する独自の地下組織を立ち上げるなど、党の弱体化が進んだ。加えて、バルセロナ・メーデーの混乱の最中に党指導者のニンが逮捕され行方不明となった（一般にはNKVDによって射殺されたとされる）ことを受けて、POUMは「フランコの第五列」とレッテルを貼られ著しく活動を阻害されることになった。
最終的には、人民戦線政府を掌握したスペイン共産党によって非合法化され、活動休止に追いやられた。

## 民政移管期
フランシスコ・フランコの死によって民政移管が進行していた1977年、POUMは合法化された。ところがこの合法化をうけてPOUMは二つに分裂した。一方は公的な合法化に反発し、1977年総選挙のボイコットを宣言した上で即時の民主制復活を要求した。もう一方は合法化の下で他の労働者政党と連合を組織して選挙に参加したが、上院・下院の両院において議席の獲得には至らなかった。選挙に敗北したPOUMは弱小政党として存続を続けた。党機関紙の『ラ・バターリャ』（スペイン語: La Batalla）では種々の極左政党の協調を主張していたが、1978年には他の政党との合併策も失敗に終わり、その翌年の選挙へは合併策の失敗を受けて出馬を辞退した。POUMの弱体化は続き、種々の都市に存在したPOUMの支部は、他の政党と合同したり地方の政治的連合体として独立した活動を進めるようになった。1980年、POUMはバスクとカタルーニャの地方議会選挙にそれぞれ地元の極左政党の支援へ回って参加、しかし同時にPOUMは空中分解を迎えた。1980年5月に機関紙の『ラ・バターリャ』が発行を終了したため、POUMの政党としての統一的なは終了したとされている。ただし、POUM自体が解党を宣言したことはない。支部の中でもヴァレンシア支部は1981年頃まで活動していた。旧POUM党員は「アンドレウ・ニン財団」（スペイン語: Fundación Andreu Nin）を設立し、POUMの活動を語り継いでいる。

## 参照
1. ↑  “The Workers Party of Marxist Unification (POUM)”. Spartacus Educational. 2020年3月20日閲覧。
2. 1 2  ジョージ・オーウェル 都築忠七訳 (1992年5月). カタロニア讃歌. 岩波文庫